# آریان (کوشانیان)
آریان (نام پیشین: آوانگرد) جماعت و شهرکی در جنوب غربی کشور تاجیکستان است که در ناحیهٔ باختر ولایت ختلان قرار دارد. جمعیت این جماعت ۵۶۳۰۸ است.